# Cycloramphus catarinensis
Cycloramphus catarinensis é uma espécie de anfíbio  da família Cycloramphidae.
É endémica do Brasil.
Os seus habitats naturais são: florestas subtropicais ou tropicais húmidas de baixa altitude e rios.